# Erzurumspor FK
Erzurumspor FK, met stamnummer 010491, is een Turkse voetbalclub te Erzurum, gelegen in Oost-Anatolië. Niet te verwarren met Erzurumspor. De clubkleuren zijn blauw en wit. De thuisbasis van de voetbalclub is het Kâzım Karabekir stadion (voorheen Cemal Gürsel stadion genaamd).

Erzurum ligt in Oost-Anatolië.

## Geschiedenis
Büyükşehir Belediye Erzurumspor is opgericht in 2005 als Erzurum Büyükşehir Belediyespor. De club is van de gemeente Erzurum vandaar "Belediye". De thuisbasis werd in seizoen 2011-2012 het Cemal Gursel Stadyum. Dit stadion heeft een totale capaciteit van 28.800 bezoekers. In 2011 was de club actief in de Amateur Lig in Turkije, maar dankzij een kampioenschap promoveerde de club zich dat seizoen naar het betaalde voetbal: Spor Toto 3.Lig. De kampioenswedstrijd was tegen Ardahan Bld Spor en eindigde in een 10-0-overwinning. In het seizoen 2010-11 werd de club kampioen in Groep I van de Bölgesel Amatör Lig door in 18 wedstrijden 16 overwinningen, een gelijkspel en een nederlaag te behalen. Promotie naar de Spor Toto 3. Lig was het gevolg. De volgende vier jaren werden achtereenvolgens een zesde, nogmaals een zesde, een vijfde en een vierde plek behaald.
In een algemene ledenvergadering werd in juni 2014 besloten om de naam, Büyükşehir Belediye Erzurumspor, aan te nemen.
In het seizoen 2015-16 werd in Groep I van de Spor Toto 3. Lig het kampioenschap binnengesleept. Vanaf jaargang 2016-17 kwam het team uit in de Spor Toto 2. Lig. In dat seizoen wist de club in de finale van de play-offs promotie naar de TFF 1. Lig af te dwingen door Gümüşhanespor met 1-0 te verslaan door een doelpunt van Erhan Çelenk. In het seizoen 2017-18 wist de club promotie naar de Süper Lig af te dwingen na een zinderende penaltyreeks. De hoofdrol werd vertolkt door keeper Hakan Canbazoğlu. Na zeven penalty's en een 2-1 voorsprong kon Gazişehir Gaziantep FK promoveren, maar de keeper pakte de inzet van Yasin Palaz. Na de gelijkmakende penalty van Mert Nobre van Erzurum was het aan Pierre Webó om voor een tweede keer te proberen de rood-zwarten een divisie hoger te schieten. Weer was Hakan een sta-in-de-weg. Bij een 5-4 voorsprong was de derde- en beslissende redding van keeper Hakan goed voor de promotie van de ploeg van Mehmet Altıparmak.
Op 3 augustus 2022 wijzigde de club de naam in Erzurumspor FK

## Gespeelde divisies
- Süper Lig: 2018-2019
- TFF 1. Lig: 2017-2018, 2019-
- TFF 2. Lig: 2016-2017
- TFF 3. Lig: 2011-2016
- Bölgesel Amatör Lig: 2010-2011
- Amateurs: 2005-2010

## Erelijst
- Kampioen TFF 3. Lig: 2015-2016
- Kampioen Bölgesel Amatör Lig: 2010-2011

## Bekende (oud-)spelers
- Ahmet Altın
- Okan Cincil
- Aykut Demir
- Ibrahim Šehić
- Mert Nobre
- Emrah Başsan
- Engin Baytar
- Özer Hurmacı
- Egemen Korkmaz
- Barış Memiş
- Fahri Tatan
- Gabriel Obertan